# Mecysmauchenioides nordenskjoldi
Mecysmauchenioides nordenskjoldi is een spinnensoort uit de familie Mecysmaucheniidae. De soort komt voor in Chili.